# 斯特凡·烏羅什五世
斯特凡·烏羅什五世（1336年—1371年12月4日），塞爾維亞帝國的第二任皇帝，1355年至1371年在位。
塞爾維亞帝國在斯特凡·烏羅什五世統治期間逐漸衰落，最終分裂為數個獨立的親王國。斯特凡·烏羅什五世死後，塞爾維亞被拉扎尔·赫雷别利亚诺维奇所控制。